# Союз Т-3
Союз Т-3 е съветски пилотиран космически кораб, който извежда в Космоса петата основна експедиция на орбиталната станция Салют-6.

## Екипажи

#### Основен
- Леонид Кизим (1) – командир
- Олег Макаров (3) – бординженер
- Генадий Стрекалов (1) – космонавт-изследовател

#### Дублиращ
- Василий Лазарев – командир
- Виктор Савиних – бординженер
- Валерий Поляков – космонсавт-изследовател

## Параметри на мисията
- Маса: 6850 кг
- Перигей: 200 km
- Апогей: 251 km
- Наклон на орбитата: 51,6°
- Период: 88,7 мин

## Програма
Основната цел на полета са изпитания в пилотиран режим на новата модификация на кораба Союз Т. За първи път след 1971 г. (катастрофата на Союз 11) екипажът е от трима космонавти. Предвижда се ремонт на орбиталната станция „Салют-6“ с цел увеличаване ресурсите и за полет. По това време тя е необитаема.
Скачването става на 28 ноември. На 9 декември е разкачен космическия кораб „Прогрес 11“. По време на полета космонавтите провеждат експерименти с помощта на установките „Сплав“ и „Кристал“, правят наблюдения на биологични обекти. Монтират нови прибори в терморегулиращата система и подменят електронната система за управление на телеметрията. Подменят се и елементи в системата за управление на станцията и захранващия блок на компресора за прехвърляне на гориво от корабите Прогрес на станцията.